# Корнелиуссен, Элиас
Элиас Корнелиуссен (норв. Elias Corneliussen; 3 августа 1881, Кристиания — 6 апреля 1951, Тёнсберг) — норвежский контр-адмирал, командующий ВМС Норвегии во время Второй мировой войны и исполняющий обязанности верховного главнокомандующего Королевских вооружённых сил Норвегии в 1946 году.

## Биография
Сын школьного инспектора. В молодости около двух лет плавал матросом на кораблях. В 1906 году окончил Военно-морскую академию  и поступил в ВМФ Норвегии.
Служил командиром торпедного катера. В 1908—1909 годах был командиром военно-морского училища во Фредрикстаде, в 1909—1913 годах работал в Министерстве обороны страны. С 1913 по 1922 год был инспектором и преподавателем Военно-морской академии. С 1922 года служил командиром эскадры тральщиков, начальником отдела минных постановок, адъютантом короля Хокона VII, заместителем командира линкора «Норвегия». Занимал должности начальника отдела в Генеральном штабе ВМФ Норвегии и начальником этого штаба.
После нападения нацистской Германии на Норвегию в апреле 1940 года вместе с королём и правительством эмигрировал в Великобританию. В 1941 году ему было присвоено звание контр-адмирала и назначен командующим ВМС Норвегии, эту должность он занимал до 1946 года.
После своего возвращения на родину в 1946 году некоторое время занимал пост исполняющего обязанности верховного главнокомандующего Королевских вооружённых сил Норвегии.